# Solitud
Solitud (en catalán) o también Soledad (en castellano) es una novela escrita por Caterina Albert (Víctor Catalán), publicada en folletos incluidos en la revista Joventut entre marzo del 1904 y abril  del 1905. Es la novela más conocida de su autora. Se enmarca dentro del modernismo, movimiento literario y artístico bastante presente en Cataluña
Las tensiones entre el individuo y el entorno constituyen el fundamento simbólico de esta obra, construida a partir de una selección de la realidad muy bien estructurada y trabajada. La autora, con gran destreza y poder descriptivo, sitúa el lector en un escenario inquietante, la montaña, que comparte el protagonismo con el personaje de Mila.
Caterina Albert (Víctor Catalán) supo crear una narración plenamente simbólica. Un buen ejemplo lo constituye la imagen deforme del santo que hay en la capilla, y de la que Mila hace una valoración ambiental.

## Argumento
La obra trata el literario vital e interior de Mila, la protagonista, hasta que se llega a conocer a ella misma. A la manera de las novelas modernistas, es una historia de autoconstrucción y descubrimiento de la propia personalidad. Mila es una mujer insatisfecha con su relación matrimonial; su marido es un hombre perezoso y con poca personalidad, a quien tiene que seguir para hacerse cargo de una ermita en una montaña solitaria y abrupta. La profunda insatisfacción que sufre la lleva al desequilibrio emocional, que intenta paliar con las relaciones personales que mantiene con otros personajes, sobre todo con el pastor. Relaciones marcadas por la búsqueda del amor, el instinto maternal y el deseo de formar parte de algo. El conocimiento de su propia personalidad, que logrará al final de la novela, le supondrá asumir la propia soledad para poder iniciar otra vida o poderla cambiar profundamente.

## Sus influencias
Es una novela simbólica que huye del realismo descriptivo y selecciona elementos de la realidad para transformarlos en símbolos. No pretende describir ni fotografiar la realidad de su protagonista, sino tan sólo sugerirla con su propia mirada y desde su punto de vista. El primer símbolo es la montaña que, además de ejercer de marco, simboliza las dificultades de la vida con su difícil ascensión y la dificultad de la vida a las cumbres. Otros personajes como el pastor, Gaietà, y el alma también son símbolos.
El pastor ejerce la función de guía de Mila en esta mirada hacia su interior. El pastor es un creador, un personaje hecho a sí mismo, un artista, un guía nietzschiano. Las conversaciones con el pastor la reconfortan y lo ayudan a no sentirse tan vacía ni sola.
El alma simboliza los instintos terrenales, la barbaridad de los seres humanos, su irracionalidad más escondida, profunda y instintiva. 
Con el personaje de Mila, se puede observar que hay una influencia ibseniana: sólo quién se ha hecho fuerte en el conocimiento siempre doloroso de la realidad puede restar solo, y a Mila le pasa esto; a partir de todo lo que ha sufrido, se ha hecho fuerte y se enfrenta en su mundo real.

### Personalidad de Mila
Mila es una chica que tiene una actitud positiva, es extrovertida y una persona dinámica.

## El estilo de la novela
Uno de los rasgos característicos de esta novela es el lenguaje. El uso de una lengua viva y expresiva que utiliza diversas variedades y registros para  dar más viveza al relato y diferenciar el estilo de los personajes. Así, por ejemplo, el pastor utiliza un habla singular, típica de las altas montañas y muy rica en expresiones, cuentos y cultura popular.

## Los personajes

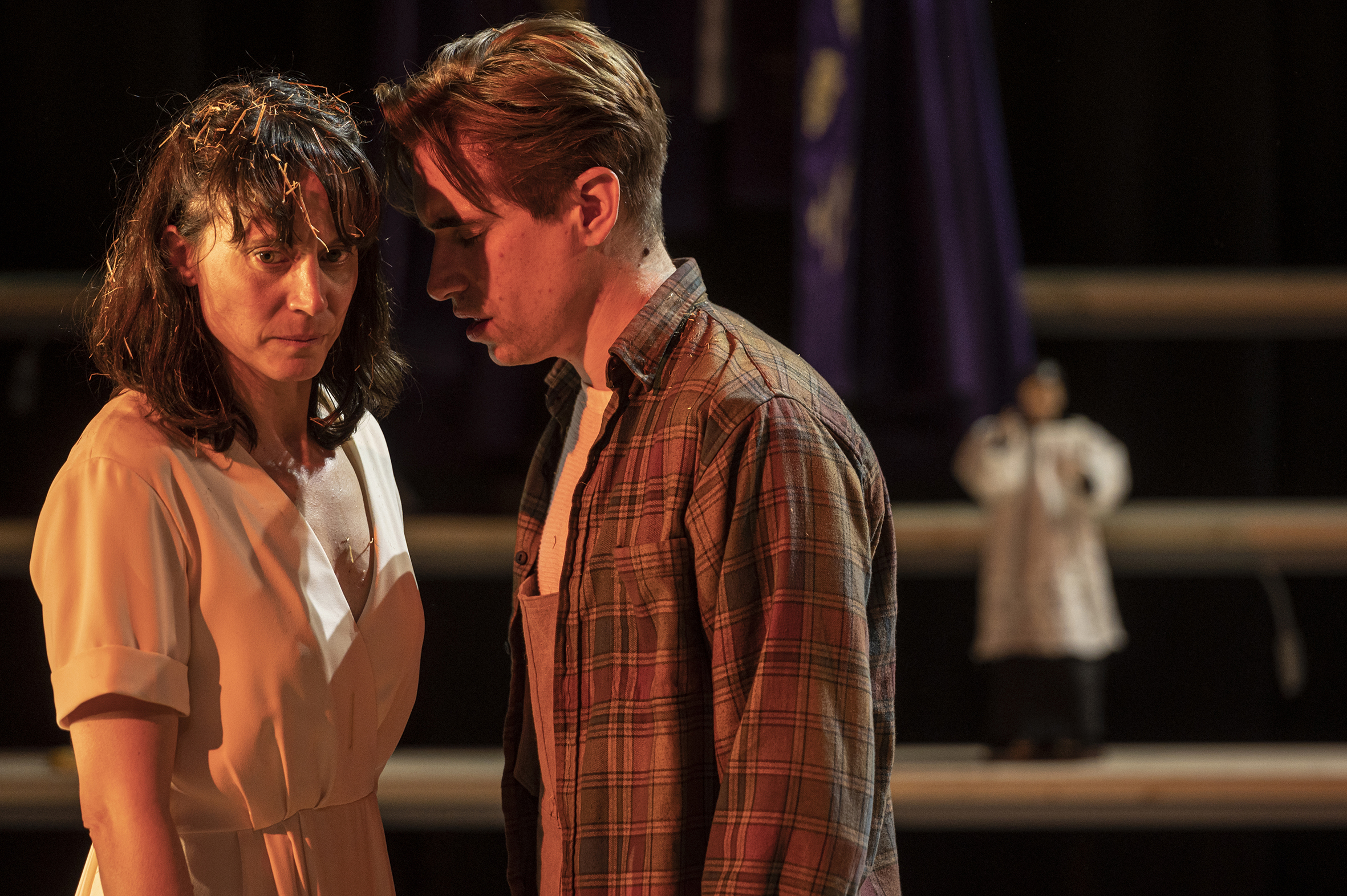
Obra teatral Solitud, de Caterina Albert i Paradís (con el seudónimo «Víctor Català»), representada en el Teatre Nacional de Catalunya la temporada 2019-2020. En la fotografía aparecen Maria Ribera (en el papel de Mila) y Pau Vinyals (en el papel de Arnau). La obra fue dirigida por Alícia Gorina López-Dóriga.

Se establece un triángulo narrador-protagonista-lector, en donde el último descubre qué hay más allá de las meras esperanzas de la realidad y lo hace al mismo tiempo que Mila y por medio de los estados de ánimo. El argumento comienza en medio nada, cuando la mujer y Matías, su reciente marido, inician el ascenso a la montaña donde harán de ermitaños. El medio montañoso adverso, la figura deforme y monstruosa del Ànima – cazador furtivo símbolo del mal y vinculado a la estética decadente de la fealdad –, el comportamiento bestial de la multitud y el abandono del marido hunden a Mila en el dolor. La agresión del entorno se debe de la carencia de individualización de su personalidad, constituida todavía por materia inerte. El pastor, símbolo del bien y de la artista modernista, representa la fuerza creadora primigenia – encarna la teoría de la "Palabra Viva" de Joan Maragall – y ejerce la función de guía de Mila, que, con su apoyo y sus enseñanzas (la inicia en los secretos de la natura), encuentra la propia identidad personal. La acción transformadora que ejerce la mujer en limpiar la ermita abandonada es una metáfora de la creación artística – ordenación de la realidad caótica – y las fábulas que el pastor le explica en el dialecto montañoso significan la fuerza creadora que, al traducir en palabras la emoción que despierta la contemplación de la natura, despiertan  en ella una nueva conciencia superior. Con la visión del paisaje, descrito como un cuadro decadentista, y su integración en el mismo espíritu, la protagonista, después de que ha sido víctima de acontecimientos trágicos, capta la realidad por vía intuitiva. La bajada de Mila desde la montaña en  la tierra baja, suela por elección personal, aporta la significación final de la novela, enfrontarse por sí misma al resto de la existencia.

## Traducciones
- alemán: Sankt Pons, tr. Eberhard Vogel, Berlín: S. Fischer Verlag, 1909.
- inglés: Solitude, tr. David H. Rosenthal, Londres: Readers International, cop., 1992.
- castellano: Soledad, tr. B. Losada. Madrid: Alianza Editorial/Enciclopèdia Catalana, 1986.
- esperanto: Soleco, tr. Josep Ventura i Freixas, Barcelona: Talleres Gráficos Hostench S.A., 1967.
- francés: Solitude, tr. Marcel Robin, París: Éditions Denoël, 1938; tr. Marcel Robin, revu, corrigé et augmenté par François-Michel Durazzo, París: Éditions Phébus, janvier 2014.
- italiano: Solitudine, tr. Alfredo Gianini, Carabba Editore, 1918.
- rumano: Singuratate, tr. Irina Calin, Bucarest: Meronia, 1998.
- checo: Samota, tr. Jan Schejbal, Praga: Odeon, 1987.
- aranés: Solitud, tr. Maria Vergés i Pérez, Lleida: Pagès Editors, SL, 2007.

- Datos: Q3312480